# Puchar Polski w hokeju na lodzie 2009
12. edycja Pucharu Polski w hokeju na lodzie - rozegrany został w dniach od 20 sierpnia do 30 grudnia 2009 roku. W rozgrywkach wzięło udział 14 drużyn. W jedenastu rozegranych meczach zdobyto 90 bramek. Dwa mecze nie odbyły się i zweryfikowano ich wynik walkowerem.
Z porównaniu do poprzedniej edycji zrezygnowano z rewanżu w pierwszej i drugiej fazie. W dniach 29-30 grudnia 2009 roku odbył się turniej finałowy, który odbył się w Tychach na Stadionie Zimowym. Uczestniczyło w nim cztery drużyny, które przebrnęły poprzednie rundy.

## I runda
Mecze pierwszej rundy odbyły się 20 sierpnia. Wolny los w tej rundzie dostały drużyny GKS-u Tychy oraz Stoczniowca Gdańsk. Obie drużyny w poprzedniej edycji rozgrywek awansowały do finałowego meczu.
- Polonia Bytom - Comarch Cracovia  5:0 - walkower

- MMKS Nowy Targ - Podhale Nowy Targ  5:0 - walkower

- Unia Oświęcim - JKH GKS Jastrzębie  1:5 (0:2, 1:1, 0:2)

- KTH Krynica - Zagłębie Sosnowiec  7:2 (0:0, 4:0, 3:2)

- HC GKS Katowice - Naprzód Janów  0:18 (0:6, 0:7, 0:5)

- KH Sanok - TKH Toruń  3:2 (1:1, 2:0, 0:1)

## II runda
28 sierpnia
- JKH GKS Jastrzębie - MMKS Nowy Targ  10:1 (4:0, 5:0, 1:1)

- Naprzód Janów - KTH Krynica  6:4 (4:0, 1:0, 1:4)

- KH Sanok - Stoczniowiec Gdańsk  1:3 (1:2, 0:0, 0:1)

6 września
- Polonia Bytom - GKS Tychy  1:7 (1:3, 0:4, 0:0)

## Turniej finałowy
Pierwotnie planowano rozegrać turniej finałowy w lubelskiej hali Globus, jednak z powodu niemożności dojścia do porozumienia Polskiego Związku Hokeja na Lodzie z lubelskim MOSiR turniej rozegrano w Tychach. Mecz finałowy transmitowała stacja TVP Sport.

Półfinały
| 29 grudnia 2009 | Energa Stoczniowiec Gdańsk | 3:4 d. | Akuna Naprzód Janów | Stadion Zimowy |

| Szczegóły      | Szczegóły                                                                     | Szczegóły            | Szczegóły | Szczegóły                                  |
| -------------- | ----------------------------------------------------------------------------- | -------------------- | --- | ------------------------------------------ |
| Godzina: 16:00 | Krzysztof Wróblewski (PP) 25:18 Jan Šteber (SH) 31:38 Marek Wróbel (EQ) 49:57 | (0:0, 2:1, 1:2, 0:1) | 31:14 (PP) Mateusz Pawlak 49:42 (EQ) Michał Gryc 50:16 (EQ) Łukasz Elżbieciak 63:02 (EQ) Mariusz Jastrzębski | Widzów: 500 Sędzia główny: Paweł Meszyński |

| 29 grudnia 2009 | GKS Tychy | 4:2 | JKH GKS Jastrzębie | Stadion Zimowy |

| Szczegóły      | Szczegóły                                                                                                 | Szczegóły       | Szczegóły                                             | Szczegóły    |
| -------------- | --- | --------------- | ----------------------------------------------------- | ------------ |
| Godzina: 19:30 | Ladislav Paciga (EQ) 09:43 Tomasz Wołkowicz (EQ) 18:24 Robin Bacul (PP) 36:34 Adrian Parzyszek (EQ) 41:02 | (2:1, 1:0, 1:1) | 03:28 (EQ) Jiří Zdeněk 49:35 (EQ) Sebastian Kowalówka | Widzów: 2500 |

Finał
| 30 grudnia 2009 | GKS Tychy | 4:2 | Akuna Naprzód Janów | Stadion Zimowy |

| Szczegóły      | Szczegóły | Szczegóły       | Szczegóły                                           | Szczegóły    |
| -------------- | --- | --------------- | --------------------------------------------------- | ------------ |
| Godzina: 17:30 | Ladislav Paciga (EQ) 03:49 Adam Bagiński (PP) 12:23 Tomasz Proszkiewicz (EQ) 39:51 Adrian Parzyszek (EQ) 52:34 | (2:0, 1:2, 1:0) | 21:23 (EQ) Marcin Słodczyk 31:34 (PP) Tomasz Jóźwik | Widzów: 3000 |